# Anuropus antarcticus
Anuropus antarcticus är en kräftdjursart som beskrevs av Hale 1982. Anuropus antarcticus ingår i släktet Anuropus och familjen Anuropidae. Inga underarter finns listade i Catalogue of Life.